# Chronovizor
Chronovizor (italsky cronovisore, francouzsky chronoviseur) je přístroj umožňující získávání obrazů a zvuků z minulosti, který údajně vynalezl italský benediktinský mnich Pellegrino Ernetti. Existence přístroje nicméně nebyla nikdy spolehlivě potvrzena. 

## Zveřejnění údajného vynálezu
Pellegrino Ernetti (1925–1994) byl italský benediktinský mnich, odborník na starou hudbu, který se zajímal také o fyziku a elektroniku; mimo jiné byl oficiálním exorcistou benátského patriarchátu. Vydal knihu La catechesi di Satana, v níž popsal své zkušenosti z exorcismu a zaznamenal, co mu při něm démoni řekli. Předmluvu k této knize napsal Gabriele Amorth, který Ernettiho označil za jednoho z nejvýznamnějších odborníků v této oblasti.
Od padesátých let Ernetti zkoumal možnost přenosu obrazů a zvuků z minulosti; vynález přístroje oznámil počátkem sedmdesátých let. Přístroj byl později označen jako chronovizor, původcem tohoto označení byl fyzik a katolický kněz Luigi Borello.
Zájem veřejnosti údajný vynález získal v roce 1972, kdy týdeník La Domenica del Corriere publikoval rozhovor s Ernettim, v němž hovořil o svém údajném vynálezu; označoval jej jako stroj času. Počátkem 21. století o tématu publikoval knihu francouzský katolický (později pravoslavný) kněz a záhadolog François Brune (1931–2019), který na základě osobních rozhovorů s Ernettim zveřejnil některé dosud neznámé podrobnosti. 
Ernetti v rozhovoru s novinářem Vincenzem Maddalonim vysvětlil, jak dospěl k údajnému vynálezu a co s jeho pomocí viděl. Na výzkumu vedoucím k vynálezu se měla podílet skupina dvanácti vědců, mezi něž patřili Enrico Fermi, Wernher von Braun a známý italský psycholog otec Agostino Gemelli.

## Princip fungování
Princip fungování chronovizoru je založen na myšlence, že živé bytosti po sobě zanechávají světelné a zvukové stopy tvořené neupřesněnou formou energie. Tyto stopy nezanikají, pouze se oslabují a zůstávají „vtištěny“ v prostředí, kde se projevily, v blíže nevysvětlené „astrální sféře“, z níž je možné je znovu získat. Ernetti sám uvádí: „Celé zpracování je založeno na obecně přijímaném fyzikálním principu, podle něhož zvukové a světelné vlny, které jsou jednou emitovány, nezanikají, ale přeměňují se, zůstávají věčné a všudypřítomné, a mohou tedy být rekonstruovány jako jakákoli jiná energie, protože jsou samy energií.“ (L'intera elaborazione si basa su un principio di fisica accettato da tutti, secondo il quale le onde sonore e visive, una volta emesse, non si distruggono ma si trasformano e restano eterne e onnipresenti, quindi possono essere ricostruite come ogni energia, in quanto esse stesse energia.)
Princip fungování Ernetti odvozoval od Einsteinovy teorie relativity: jestliže je rychlost světla konstantní, vnímáme v každém okamžiku obraz Slunce, jaký odpovídal skutečnosti před přibližně osmi minutami, protože Slunce je vzdáleno od Země přibližně 150 milionů kilometrů. Chronovizor údajně podobným způsobem umožňuje vidět minulost, protože se pomocí techniky, kterou Ernetti blíže nevysvětlil, ale která prý vycházela z „obvyklých metod“, spojuje s pozicí, v níž se nacházela Země v okamžiku, kdy k minulé události došlo. Tak se chronovizor „naladí“ na energii, kterou zanechala minulá událost, a prostřednictvím tohoto „naladění“ je údajně schopen rekonstruovat vizuální a zvukové vjemy minulých událostí. 
Podle Bruna se chronovizor skládal ze tří součástí: 
- několika senzorů a antén, které zachycovaly vlnové délky zvuku a elektromagnetického záření,
- modul, který umožňoval orientovat se v zachycených zvukových a elektromagnetických vlnách,
- zařízení umožňující záznam obrazu a zvuku.

## Vize minulosti
Brune uvádí, že mu Ernetti v rozhovorech vylíčil, jak pomocí chronovizoru nahlížel do minulosti. Napřed si dal za cíl ověřit autenticitu získaných vidění, zaměřil proto přístroj na jeden z projevů Benita Mussoliniho a porovnal ho s dochovaným záznamem. 
Později zkoumal události se vzdálenější minulosti: Napoleonův projev při vyhlášení Cisalpinské republiky, Ciceronovu první řeč proti Catilinovi a představení nedochované tragédie Thyestes od Quinta Ennia, k němuž mělo dojít v roce 169 př. n. l.. Text této hry, z níž se jinak dochovaly jen fragmenty, Ernetti zapsal a je publikován v Brunově knize. 
Konečně Ernetti prostřednictvím chronovizoru pozoroval pašije a ukřižování Ježíše Krista a pořídil také fotografii údajné Ježíšovy tváře. Později se však ukázalo, že v tomto případě šlo o podvod: fotografie ve skutečnosti zachycuje dřevěnou sochu Krista od španělského sochaře Lorenza Coullauta Valery z roku 1931, která se nacházela v klášteře Santuario dell'Amore Misericordioso di Collevalenza v Todi.

## Pochyby
Jediným důkazem existence a fungování chronovizoru jsou slova údajného vynálezce. Vysvětlení principů fungování chronovizoru, které Ernetti podal, je příliš vágní, aby bylo možné jej rekonstruovat a ověřit. Přístroj nikdy nebyl veřejně představen a i sám otec Ernetti o něm po určité době přestal mluvit. 
Peter Krassa, který o tématu napsal knihu, upozorňuje na to, že dokonce ani Brune, který byl Ernettiho blízkým přítelem, přístroj sám nikdy neviděl. Z údajných spolupracovníků, které Ernetti jmenoval, byli v roce 1972 Fermi a Gemelli již po smrti, von Braun, který zemřel v roce 1977, byl po většinu své kariéry pod přísným dohledem. 
Údajný přepis Enniovy hry Thyestes, který Ernetti pořídil, byl prostudován klasickou filoložkou Katherine Owen Eldredovou z Princetonské univerzity. Podle její analýzy Ernettiho údajný přepis obsahuje téměř všechny již známé fragmenty, které tvoří asi 65 % údajného přepisu (předtím se předpokládalo, že dochované fragmenty tvoří asi 10 % původního textu). Text přepisu je na antickou tragédii překvapivě krátký a obsahuje mnoho výrazů, které se používaly až v latině z pozdějšího období (cca 250 let po Enniovi). Eldredová soudí, že úroveň a rozmanitost jazyka sice odpovídá vynikajícímu znalci latiny z 20. století (jakým Ernetti byl), ale nikoli rodilému mluvčímu a básníkovi, jako byl Ennius. Brune, který sám nebyl klasický filolog, nicméně závěry Eldredové označil za unáhlené.
Autenticita údajné fotografie Kristovy tváře byla záhy vyvrácena, jak je uvedeno výše. Peter Krassa ve své knize cituje údajný dopis Ernettiho blíže neidentifikovaného synovce, kterým údajně plnil řeholníkovo poslední přání. V dopise se uvádí, že Ernetti lhal, Kristova fotografie nebyla pravá a přepis Thyesta je jeho dílem; důvodem lži bylo, že doufal, že se mu jednoho dne podaří chronovizor opravdu vynalézt. Krassa také upozorňuje, že velmi podobný přístroj je popsán ve scifi novele E for Effort (1947) amerického spisovatele T. L. Sherreda.